# Teorías sobre el éter

Representación del concepto de éter como medio transmisor de la luz que se manejaba a finales del siglo XIX

En física, las teorías sobre el éter propusieron la existencia de un medio, una sustancia o un campo que llena el espacio y que serviría como medio de transmisión para la propagación de las fuerzas electromagnéticas o gravitacionales. "Desde el desarrollo de la teoría de la relatividad especial, las teorías que utilizan un éter sustancial dejaron de usarse en la física moderna y han sido reemplazadas por modelos más abstractos".
Este éter de la Edad Moderna tiene poco en común con el concepto de éter empleado en la filosofía de la Grecia clásica, del que se tomó prestado el nombre. Las diversas teorías encarnan las distintas concepciones del éter como medio de propagación o como sustancia.

## Modelos históricos

### Éter luminífero
Isaac Newton sugirió la existencia de un éter en el Tercer Libro de su Óptica (1.ª ed. 1704; 2.ª ed. 1718): "Este medio etéreo, al traspasar el agua, el vidrio, el cristal y otros cuerpos compactos y densos en espacios vacíos, ¿no se vuelve más y más denso gradualmente, y por ese medio refracta los rayos de luz no en un punto, sino doblándolos gradualmente en líneas curvas? ¿No es este medio mucho más raro dentro de los cuerpos densos del sol, las estrellas, los planetas y los cometas, que en el espacio celeste vacío entre ellos? Y al rodearlos a grandes distancias, ¿no se hace cada vez más denso, provocando así la gravedad de esos grandes cuerpos entre sí y de ellos hacia sus partes; cada cuerpo esforzándose por ir de las partes más densas del medio hacia las más raras?".
En el siglo XIX, el éter luminífero, que significa portador de luz, era un medio cuya existencia se introdujo en las teorías que intentaban explicar los mecanismos de la propagación de la luz. James Clerk Maxwell desarrolló un modelo para explicar los fenómenos eléctricos y magnéticos utilizando el éter, modelo que condujo a lo que ahora se conoce como las ecuaciones de Maxwell y a la comprensión de que la luz es una onda electromagnética. Posteriormente, a finales del siglo XIX, se llevaron a cabo una serie de experimentos cada vez más cuidadosos, incluido el experimento de Michelson y Morley, en un intento de detectar el movimiento de la Tierra a través del éter, pero no se detectó ningún efecto que evidenciara un desplazamiento a través de ningún medio material. También se habían formulado una serie de teorías sobre el arrastre del éter, que podrían explicar el resultado nulo, pero que eran más complejas y tendían a utilizar coeficientes y suposiciones físicas de apariencia arbitraria. Joseph Larmor analizó el éter en términos de un campo magnético en movimiento causado por la aceleración de los electrones.
Hendrik Antoon Lorentz y George Francis FitzGerald ofrecieron, en el marco de la teoría del éter de Lorentz, una explicación de cómo el experimento de Michelson y Morley podría no haber detectado movimiento a través del éter. Sin embargo, la teoría inicial de Lorentz predecía que el movimiento a través del éter crearía un efecto de birrefringencia, que Rayleigh y Brace justificaron teóricamente, pero que no pudieron encontrar (experimentos de Rayleigh y Brace). Todos esos resultados requirieron la aplicación completa de la transformación de Lorentz por parte de Lorentz y de Joseph Larmor en 1904. Resumiendo los resultados de Michelson, Rayleigh y otros, Hermann Weyl escribiría más tarde que el éter se había "llevado a sí mismo al reino de las sombras, en un esfuerzo final para eludir la búsqueda inquisitiva de los físicos". Además de poseer más claridad conceptual, la teoría de la relatividad especial publicada por Albert Einstein en 1905 podría explicar todos los resultados experimentales sin hacer referencia a un éter en absoluto. Esto finalmente llevó a la mayoría de los físicos a concluir que la noción anterior del éter luminífero no era un concepto útil.

### Éter gravitacional mecánico
Desde el siglo XVI hasta finales del siglo XIX, los fenómenos gravitacionales también se modelaron utilizando el éter. En una nota al final de su obra "Una teoría dinámica del campo electromagnético", Maxwell analizó un modelo de gravedad basado en un medio similar al que utilizó para el campo electromagnético. Concluyó que el medio tendría "una enorme energía intrínseca" y necesariamente tendría que reducirse en las áreas con presencia de masa. No podía "comprender de qué manera un medio puede poseer tales propiedades", por lo que no siguió adelante. La formulación más conocida es la teoría de la gravitación de Le Sage, e Isaac Newton, Bernhard Riemann y Lord Kelvin consideraron variaciones de la idea. Por ejemplo, Kelvin publicó una nota sobre el modelo de Le Sage en 1873, en la que encontró que la propuesta de Le Sage era defectuosa termodinámicamente, y sugirió una posible forma de salvarla utilizando el entonces popular teoría vorticial del átomo, concluyendo  posteriormente que:

Esta teoría cinética de la materia es un sueño y no puede ser otra cosa hasta que pueda explicar la afinidad química, la electricidad, el magnetismo, la gravitación y la inercia de masas (es decir, multitudes) de vórtices. La teoría de Le Sage podría dar una explicación de la gravedad y de su relación con la inercia de las masas, según la teoría del vórtice, si no fuera por la alotropía esencial de los cristales y a la isotropía aparentemente perfecta de la gravedad. No se ha descubierto ni se ha imaginado que sea posible descubrir ningún dedo que señale un camino que pueda conducir a una posible superación de esta dificultad o a dar un giro a este flanco.

Ninguno de esos conceptos es considerado viable por la comunidad científica actual.

## Interpretaciones no estándar en la física moderna

### Relatividad general
Albert Einstein usó a veces la palabra éter para el campo gravitacional dentro de relatividad general, pero la única similitud de este concepto relativista de éter con los modelos modelos clásicos del éter reside en la presencia de propiedades físicas en el espacio, que pueden ser identificadas a través de las líneas geodésicas. Como sostienen historiadores tales como John Stachel, las opiniones de Einstein sobre el "nuevo éter" no están en conflicto con su abandono del concepto del éter en 1905. Como el propio Einstein señaló, no se puede atribuir ninguna "sustancia" ni ningún estado de movimiento a ese nuevo éter. El uso que hizo Einstein de la palabra "éter" encontró poco apoyo en la comunidad científica y no jugó ningún papel en la continuidad del desarrollo de la física moderna.

### Vacío cuántico
La mecánica cuántica se puede utilizar para describir el espacio-tiempo como no vacío en escalas extremadamente pequeñas, fluctuando y generando pares de partículas que aparecen y desaparecen increíblemente rápido. Algunos científicos, como Paul Dirac, sugirieron que este vacío cuántico puede ser el equivalente en física moderna de un éter articulado por la presencia de partículas. Sin embargo, la hipótesis del éter de Dirac fue motivada por su insatisfacción con la electrodinámica cuántica, y nunca obtuvo el apoyo de una parte significativa de la comunidad científica.
El físico Robert B. Laughlin escribió:

Es irónico que el trabajo más creativo de Einstein, la teoría general de la relatividad, se reduzca a conceptualizar el espacio como un medio cuando su premisa original [en la relatividad especial] era que tal medio no existía [...] La palabra éter arrastraba poderosas connotaciones negativas en la física teórica debido a su asociación pasada con la oposición a la relatividad. Desafortunadamente, esto se produjo porque, despojado de estas connotaciones, capta bastante bien la forma en que la mayoría de los físicos piensan realmente sobre el vacío. . . . En realidad, la relatividad no dice nada sobre la existencia o inexistencia de una materia que impregna el universo, y únicamente implica que dicho hipotético medio debería tener simetría relativista. [..] Resulta que tal materia existe. Cuando la relatividad empezaba a ser aceptada, los estudios sobre la radiactividad comenzaron a mostrar que el vacío del espacio tenía una estructura espectroscópica similar a la de los sólidos y fluidos cuánticos ordinarios. Estudios posteriores con grandes aceleradores de partículas nos han llevado a comprender que el espacio se parece más a un trozo de cristal de una ventana que al vacío newtoniano ideal. Está lleno de "cosas" que normalmente son transparentes pero que pueden hacerse visibles golpeándolas con suficiente fuerza como para arrancar una parte. El concepto moderno del vacío del espacio, confirmado cada día por experimentos, es un éter relativista. Pero no lo llamamos así porque no está aceptado (convertido el término éter en un tabú en física).

### Ondas piloto
Louis-Victor de Broglie afirmó: "Cualquier partícula, incluso aislada, debe imaginarse en un continuo «contacto energético» con un medio oculto". Sin embargo, como señaló De Broglie, este medio "no podría servir como elemento de referencia universal, ya que sería contrario a la teoría de la relatividad".